# Пливуни

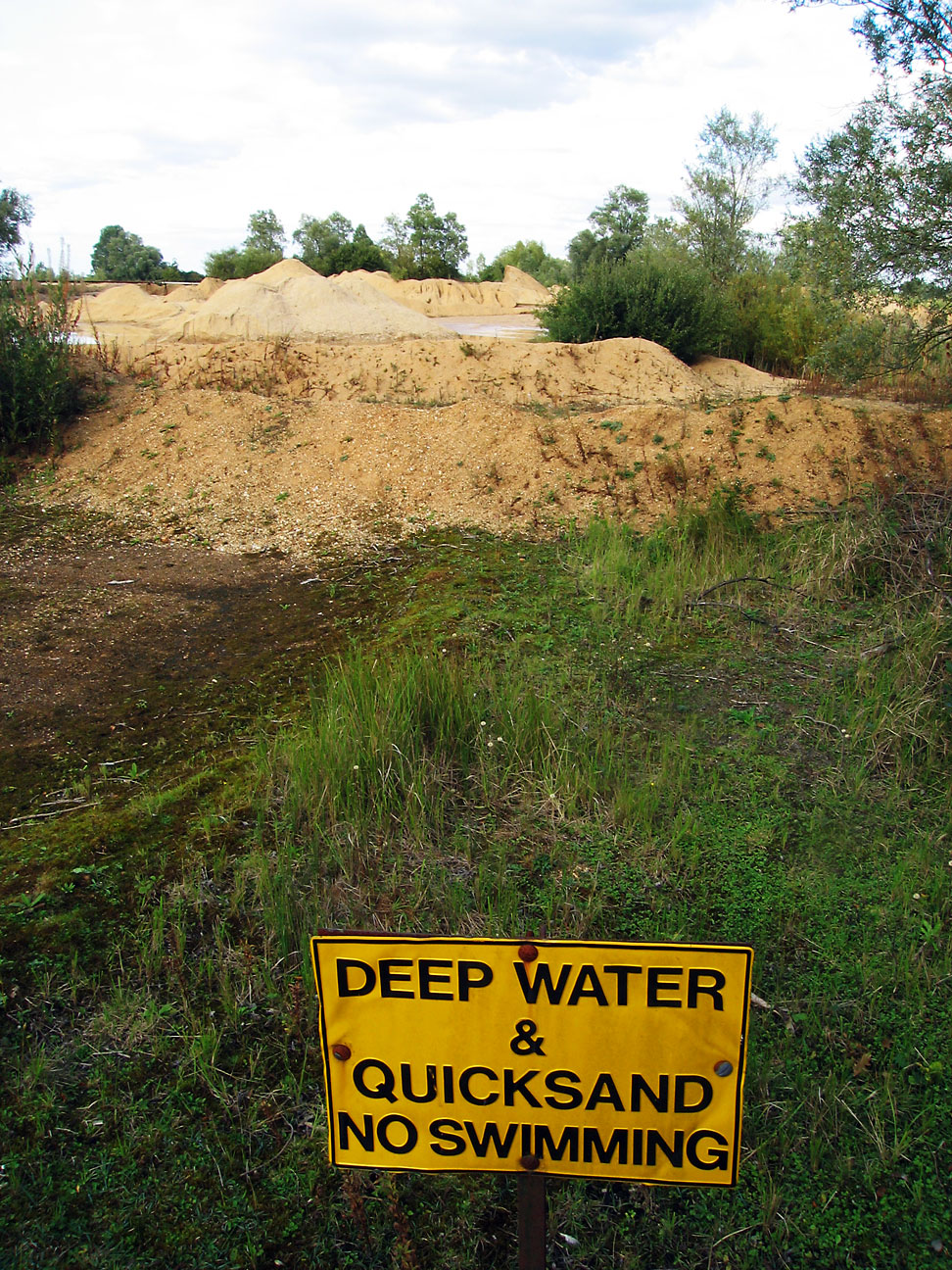

Пливуни́ (рос. плывуны, англ. drift sand, floating sand, running sand, heaving sand, quicksand, нім. Schwimmsande m pl, Fliesssande m pl, Treibsande m pl, schwimmendes Gebirge n) — водонасичені малозв'язані нещільні породи, насичені водою з високим вмістом колоїдних частинок, які при розкриванні виявляють здатність до розпливання і переміщення (істинні пливуни). Це — піски, що містять гідрофільні колоїди. Такі ж породи, але без колоїдних частинок, можуть мати пливунні властивості при наявності гідродинамічного тиску води (несправжні, фальшиві пливуни). Пливуни суттєво ускладнюють ведення гірничих робіт. Як захисні заходи при проходженні пливунів застосовують спеціальні щити, кесони, опускні колодязі (див. опускні споруди), заморожування, випереджальну проходку і закріплення ґрунтів.

## Загальний опис
Пливуни поділяються на псевдопливуни (несправжні) та істинні (справжні) пливуни.
Псевдопливунами називають такі ґрунти, що переходять у пливунний стан під впливом висхідного руху води. Такий рух можливий у місцях виходу на поверхню по розривних тектонічних порушеннях артезіанських вод або вод, які фільтруються з гребель і дамб, а також за відкритого водовідведення з котлованів. Висхідний тимчасовий рух надмірної води може виникати також і у товщах пісків після їх ущільнення, наприклад під час землетрусу. При цьому фундаменти будинків та споруд заглиблюються в них. Також можливе розрідження (опливання) затоплених ухилів, зроблених із піску земляних гребель, дамб, транспортних насипів у заплавах річок тощо.
Це можна проілюструвати таким чином: якщо через посудину, наповнену піском, пропускати знизу вгору воду, поступово збільшуючи напір, то за певного гідравлічного градієнта пісок переходить у зважений стан, що обумовлюється гідродинамічним тиском на окремі його частки. У такий момент ці частки починають рухатися, через що пісок розпушується, а вагова гиря, поставлена на пісок, занурюється у нього.
Маючи значну водопроникність, несправжні пливуни добре віддають воду, тому за зниження гідравлічного градієнта вони швидко переходять із пливунного стану в стійкий.
Істинними пливунами називають ґрунти, які переходять у пливунний стан внаслідок порушення в них структурних тискотропно-коагуляційних зв'язків під впливом ударних і вібраційних навантажень, а також внаслідок зминання. Така якість справжніх пливунів пояснюється вмістом у них суспензійних органо-мінеральних частинок. Перехід у пливунний стан таких порід відбувається у випадку порушення їх природної структури за рахунок вібрації, гідродинамічного тиску, зволоження, за наявності зсувних зусиль. Органічно-мінеральні суспензії (високомолекулярні органічні сполуки, алюмоферизолі, гелі і колоїдно-дисперсні мінерали) утворюють гелеподібні системи, які внаслідок ударної та вібраційної дій переходять у суспензії, що й призводить до їх розрідження. Але через деякий час, після своєрідного «відпочинку», суспензії знову переходять у гелеподібний стан і порушені структурні зв'язки поновлюються. Такі перетворення називають тиксотропією. Фільтраційний тиск у цьому процесі не має істотного значення. Оскільки більша частина води у справжніх пливунах знаходиться у зв'язаному стані і видалити її важко, то переведення такого пливуна в стійкий стан є складною проблемою.
Властивості справжніх пливунів сильно змінюються залежно від властивостей навколишнього середовища, бо на них впливає зміна концентрації водневих йонів та ємності їх поглинання. Висушування пливунів на повітрі призводить до утворення нетискотропних, щільних і водостійких порід.
Пливуни можуть виникати лише за сприятливих умов залягання пухких гірських порід, розкритих будівельними котлованами, гірничими виробками, буровими свердловинами, або внаслідок дії природних процесів (розмивання, сповзання порід тощо). За глибокого залягання таких порід прояви пливунності не спостерігаються.
Ознаки пливунів такі: велика щільність (1,8–2,2 т/м³), низька водопроникність (kf = 0,01–0,5 м/добу), цементація мінеральних частинок під час висихання, утворення стійкої суспензії за скаламучення у воді.
В умовах непорушеного залягання типові справжні пливуни можуть бути основою будівель та споруд. Але їх наявність створює серйозні проблеми під час будівництва.

## Боротьба з пливунами
Серед основних методів боротьби з пливунами виділяють:
- 1. Штучне осушення водонасичених порід на термін виконання будівельних робіт різними способами:

а) пониженням рівня підземних вод за допомогою відкачувань води зі свердловин;
б) установкою забивних і опускних фільтрів;

Рис. 1. Схема голкофільтрової установки: 1 — насосний агрегат; 2 — колекторна труба; 3 — шланг; 4 — голкофільтр (за М. Зоценком, 2005)

в) встановленням голкофільтрів.

Рис. 2. Установка для електроосушення:
1 — голкофільтр; 2 — катод; 3 — анод; 4 — труба (стрижень); 5 — напрям переміщення води; 6 — джерело постійного струму

Для водозниження в ґрунтах із коефіцієнтом фільтрації 1-2 м/добу можуть бути використані легкі голкофільтрові установки. Основна складова частина установки — голкофільтри довжиною 8,5 м (Рис. 1). У нижній частині вони мають приймальну ланку діаметром 60 мм із клапаном і латунною сіткою. Голкофільтри занурюють у ґрунт за допомогою підмиву. Відстань між голкофільтрами призначається згідно з розрахунком, виходячи з необхідної величини зниження рівня води та водопроникності ґрунту. Голкофільтри з'єднуються з колекторною трубою. На цій трубі є муфти з відстанню між ними 0,75 м, куди можна підключати шланги від голкофільтрів. Повітря й вода відбираються з колекторної труби за допомогою насосного агрегату. Під час роботи голкофільтрової установки рівень води в середині контура знижується на 4,5-5 м.
У ґрунтах із нижчою водопроникністю (kf = 0,01–3 м/добу) застосовують установки вакуумного водозниження, які можуть відкачувати воду і повітря при високих вакуумах в усмоктувальних колекторах.
У ґрунтах із коефіцієнтом фільтрації kf < 1 м/добу, які практично не віддають воду, застосовують електроосушення (електроосмотичне водозниження). Обладнання, необхідне для проведення електроосушення, складається з легкої голкофільтрової установки, джерела постійного струму з напругою 60 В (може бути електрозварювальний агрегат), комплекту труб або стрижнів. Принципова схема установки показана на рисунку. Електроосушення основується на тому, що вода, в тому числі зв'язана, переміщується від анода до катода. У зв'язку з переміщенням раніше зв'язаної води пористість ґрунту зростає і як наслідок — підвищується його водопроникність. Одночасно в ґрунті відбуваються явища електрофорезу, внаслідок чого в зоні катода накопичуються важкорозчинні солі, котрі цементують ґрунт.
Міцність ґрунту при цих заходах підвищується. Встановлено, що властивості, одержані ґрунтом, зберігаються. Після осушення ґрунтів їх розроблення в котловані відбувається звичайним способом.
Всі ці способи застосовуються в основному для боротьби з несправжніми пливунами, але у поєднанні з іншими методами (електродренажем) можуть давати ефект і у боротьбі з істинними пливунами.
- 2. Закріплення пливунів за допомогою шпунтових огорож, забивного кріплення, опускних колодязів. Забивання кріплень застосовується за порівняно неглибокого залягання пливунів (до 25 м). Шпунтове кріплення застосовують під час розкриття пливунів котлованами або траншеями. Для цього навколо майбутньої виїмки забивають дерев'яні, залізобетонні, а найчастіше — залізні шпунти, які утворюють суцільну огорожу глибиною до 20 м, котра захищає останню від пливуна.
- 3. Заморожування пливунів застосовується для тимчасового надання міцності породам. Для цього буряться свердловини, в які нагнітається концентрований охолоджений розчин хлористого кальцію. Навколо свердловин утворюється зона охолодження порід до -30…-40 °С.
- 4. Застосування стисненого повітря (з тиском до 2,5 Па) під час проходження пливунів. Повітря, що нагнітається до кесонних камер, врівноважує тиск води, нейтралізуючи одну з причин утворення пливунів.
- 5. Силікатизація порід одно- чи дворозчинним способами. За однорозчинного способу в ґрунт за допомогою системи трубок-ін'єкторів нагнітається рідинне скло (Na2SO4) з додаванням різних кислот (наприклад, фосфорної). Завдяки цьому порода стає водонепроникною і зміцнюється. Під час використання дворозчинного способу нагнітається спочатку силікат натрію, а вже потім розчин хлористого кальцію (CaCl2). В процесі хімічної реакції між обома розчинами виділяється твердіючий гель кремнієвої кислоти, внаслідок чого порода перетворюється на породу напівскельного типу.